# Флорина (ном)
Фло́рина (греч. Φλώρινα) — ном Греции, в области Западная Македония. На севере граничит с Северной Македонией, на западе с Албанией, на юге — с номом Козани и Кастория, на востоке — с номом Пелла.
Население 54 768 жителей, по состоянию на 2001 год. Столица — Флорина. Другой крупный город: Аминдео (Αμύνταιο), расположен на юге нома, вблизи озера Петрон (Πετρών) и Вегоритидас (Βεγορίτιδας).

## Экология
Озера Малая и Большая Преспа и прилегающие территории объявлены Национальным парком и находятся под защитой греческого государства и ЕС. Здесь встречаются более 1500 видов флоры, что соответствует 25 % видов всей Греции. Многие из видов редкие или эндемические, то есть происходят из этого региона. Фауна: здесь встречаются 260 видов птиц из 400 видов, встречающихся по всей Греции. Следует выделить серебряного пеликана (Pelecanus crispus), который находится под угрозой исчезновения. Преспа является также крупнейшей в мире областью размножения розового пеликана (Pelecanus onocrotalus). Из млекопитающих наибольший интерес вызывает бурый медведь Пинда.